# Pötritz

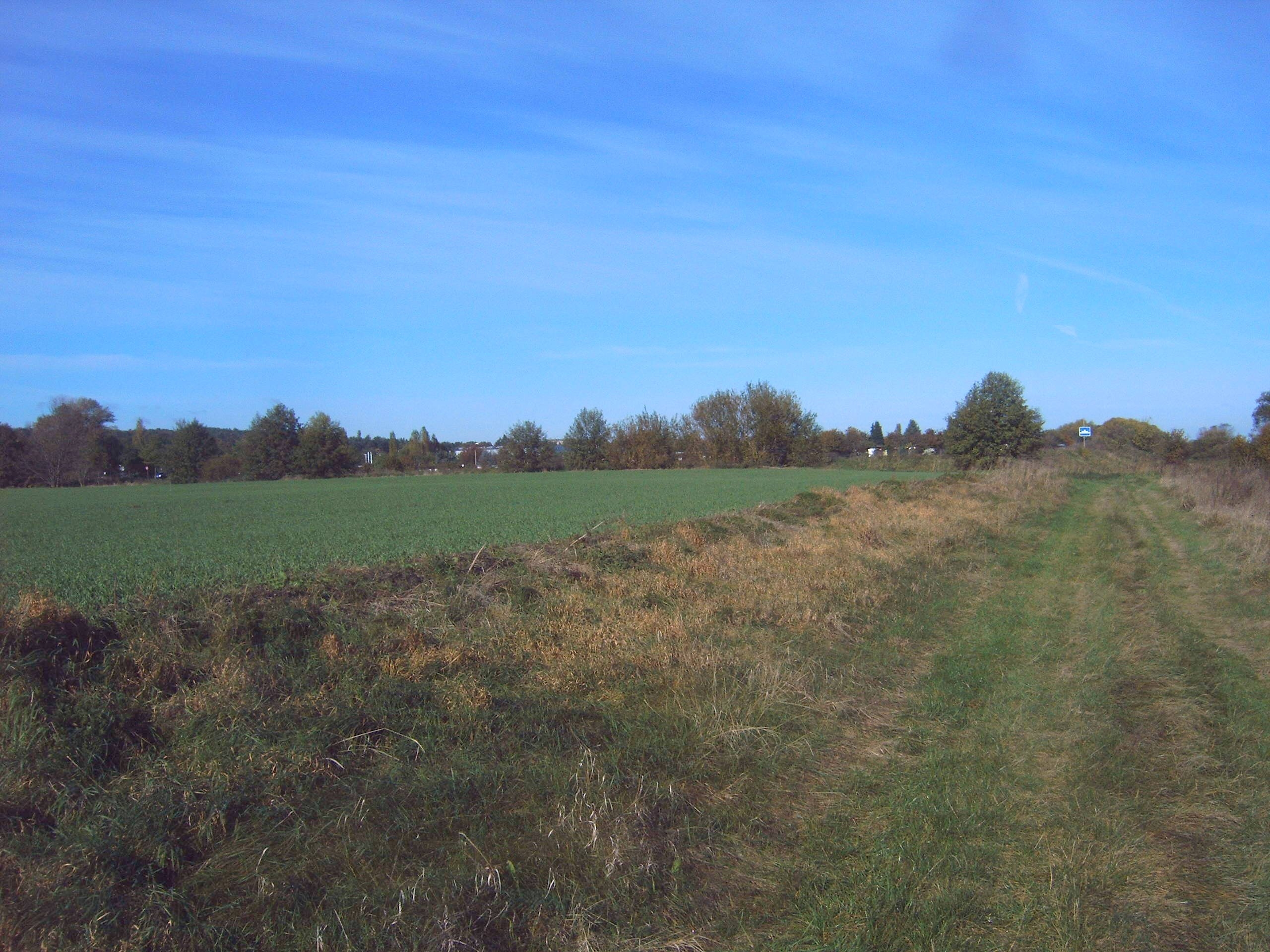
Gebiet der Wüstung Pötritz

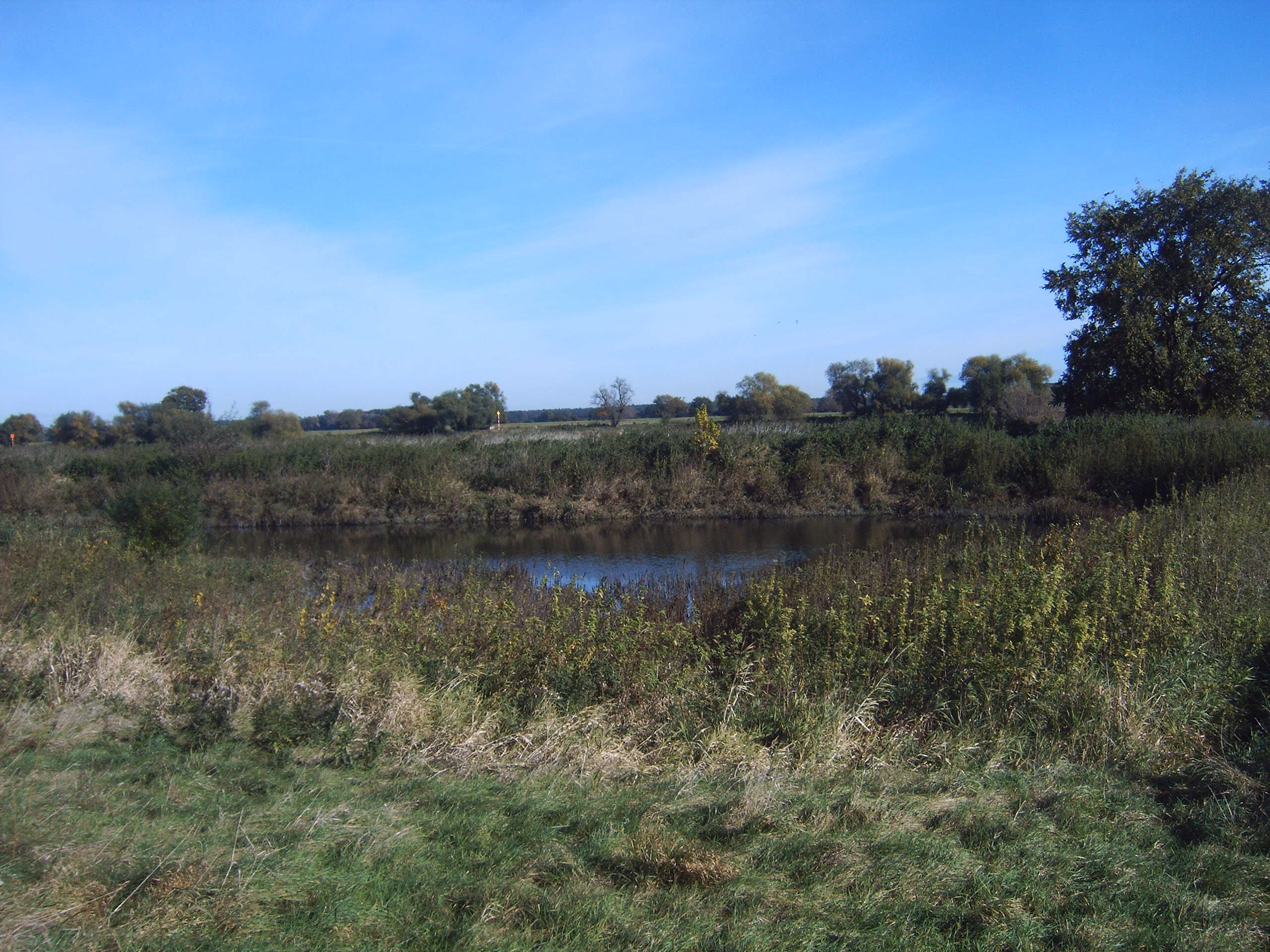
Zwischen Pötritz und der Elbe gelegene kleine Wasserfläche

Pötritz ist eine Wüstung im Süden des Magdeburger Stadtteils Westerhüsen.

## Lage
Der Ort befand sich in etwa südlich des heutigen Pfingstwiesengrabens, östlich der Fernverkehrsstraße von Magdeburg nach Schönebeck (Elbe).

## Geschichte
Das Dorf Pötritz bestand im Mittelalter als Siedlung von Wenden in der Nähe der Elbe unweit der sich westelbisch entlangziehenden Heerstraße. Es wird davon ausgegangen, dass es als Rundling angelegt und mit einem mit Wasser gefüllten Graben gesichert war. Der Zugang erfolgte über ein verschließbares Tor. Die Bewohner lebten von Jagd, Fischfang, Viehzucht, Ackerbau, Bienenzucht und auch Schiffbau.
In einer Urkunde des Jahres 1363 wird der Ort als Poteritz erwähnt. Das Dorf war zu diesem Zeitpunkt jedoch sehr klein und hatte lediglich zwei Männer zur Landesverteidigung abzustellen.
Der Ort und die südlich gelegene Wahlwiese dienten als Umschlagplatz für das aus Staßfurt, Sohlen und Sülldorf ankommende und hier auf Elbkähne umgeladene Salz. So ist in einem Kaufvertrag zwischen Magdeburger Kaufleuten und Staßfurter Pfännern vom 1. Juli 1372 festgelegt, dass ein Teil der Ware bei der Walwitz bei Potheritz verladen wird.
Die Ursachen für den Untergang des Dorfes sind unklar. Vermutlich wurde es etwa um 1500 wüst. Im 17. Jahrhundert war der Ort zumindest bereits nicht mehr bewohnt.
Der Westerhüsener Pfarrer Martin Friedrich Curio erhielt am 23. März 1664 auf seinen Antrag hin die Erlaubnis, mit seiner Familie ein Gasthaus mit Herberge an dieser Stelle zu errichten. Als Eigentümer der Ländereien wies das Domkapitel Magdeburg ihm unentgeltlich eine Liegenschaft von 211 Ellen zu. Der Gasthof dürfe aber nicht zu einer Herberge unrichtiger und verdächtiger Leute werden. Das Gasthaus wurde westlich an der Heerstraße gebaut. Bedingt durch den hier auch weiterhin stattfindenden Salzverkehr entwickelte sich das Gasthaus zunächst positiv. Am 3. März 1670 verpachtete Curio den Gasthof an Christian Richter. Die Bier- und Holzfuhren waren jedoch nicht mitverpachtet. Später betrieb Friedrich Martin Curio junior, ein Sohn Curios die Schenke, bis 1690 sein Bruder Salomon August Friedrich Curio die Wirtschaft übernahm.
Es gab Pläne, die Salzsole von Sülldorf und Sohlen mittels unterirdischer Röhren bis nach Pötritz zu leiten und dort in einem zu errichtenden Siedehaus zu verarbeiten. Die Bauern Westerhüsens wandten sich in einem Protestschreiben vom 28. März 1693 gegen das Vorhaben, da sie eine Verschlechterung der Wiesenqualität befürchteten. 1693 erfolgte die Einstellung der Salzkotten in Sülldorf und Sohlen. Ein Kammerrat Reichhelm bemühte sich 1695 noch einmal um eine Genehmigung für den Bau einer Salzsiede. Er ließ sogar schon 60.000 Steine antransportieren. Das Domkapitel verweigerte jedoch die Genehmigung. Die brandenburgische Regierung befürchtete das Entstehen einer Konkurrenz für die staatliche Saline in Schönebeck.
Das Gasthaus erlebte einen langwierigen Niedergang und sank zu einer berüchtigten Spelunke herab. Kriminelle sollen hier übernachtet und ihre Beute aufgeteilt haben. Auch wird von illegalen Glücksspielen berichtet. Der Kantor der Westerhüser Kirche, Christoph Hainhöft, soll sich hier nachts mit Schiffern zu solchen Spielen eingefunden haben. In dichter Folge übernahmen neue Wirte den Gasthof. 1696 Jakob Banse, 1697 Hans Herwig, 1700 Hans Christoph Ziegeler, 1705 Hans Goedecke, 1709 Hans Francke und schließlich 1714 Martin Franke. In einer Frühjahrsnacht des Jahres 1730 brannte der Gasthof nieder. Der Wirt baute einen neuen Gasthof in Westerhüsen, der lange unter dem Namen Goldener Ring auf dem Grundstück Alt Westerhüsen 158 betrieben wurde. Der Pötritzer Gasthof wurde nicht wieder errichtet. Aus dem Torbogen des Pötritzer Gasthofes blieb ein Stein mit der eingemeißelten Jahreszahl 1664 erhalten, der noch im Jahr 1931 beschrieben wurde. Sein heutiger Verbleib ist jedoch unbekannt.

## Pötritz heute
Vom Dorf oder dem späteren Gasthof selber ist heute nichts mehr zu erkennen. In den Flurkarten existiert jedoch direkt südlich der Einmündung des Pfingstwiesengrabens in die Elbe ein kleines Flurstück mit dem Namen Der Pötritz. Weiter westlich befinden sich größere Flurstücke mit dem Bezeichnungen Der Pöteritzer Grund und Der Pötritzer Sumpf. In Letzterem befindet sich das kleine Feuchtgebiet Pötritzer Sumpf.